# Škampovo kvarteto
Škampovo kvarteto je české smyčcové kvarteto.
Kvarteto bylo založeno v roce 1988. Získalo první cenu v prestižní světové soutěži Charlese Hennena v holandském Haarlemu, v roce 1992 získalo zvláštní cenu Českého komorního spolku, o rok později následovalo vystoupení v londýnské Wigmore Hall, za něž obdrželo cenu Královské filharmonické společnosti Best Debut 1993.

## Obsazení
V současné době Škampovo kvarteto vystupuje ve složení:
- Helena Jiříkovská – první housle
- Adéla Štajnochrová – druhé housle
- Martin Stupka – viola
- Lukáš Polák – violoncello